# Charles Sturridge
Charles Sturridge (Londra, 24 giugno 1951) è un regista britannico.
Il suo film più famoso è Runners.

## Biografia
Dopo aver studiati al Stonyhurst College si sposa con l'attrice Phoebe Nicholls il 6 luglio 1985, dal matrimonio nascono 3 figli: Tom Sturridge, Arthur Sturridge e Matilda Sturridge. Oltre al suo lavoro di regista ha anche partecipato ad alcuni film.

## Filmografia

### Regista
- Runners (1983)
- Aria (1987)
- Il matrimonio di Lady Brenda (1988)
- Monteriano - Dove gli angeli non osano metter piede (1991)
- A Foreign Field (1993)
- I viaggi di Gulliver (Gulliver's Travels) (1996)
- Favole (1997)
- Shackleton – miniserie TV, 2 puntate (2002)
- Lassie (2005)
- Sanditon – serie TV (2019-2023)

## Videoclip
- New Order - Confusion (1983)

### Attore
- Se... (If...), regia di Lindsay Anderson (1968)